# Çò des de Masia
Çò des de Masia és una casa de Betlan al municipi de Vielha e Mijaran (Vall d'Aran) inclosa a l'Inventari del Patrimoni Arquitectònic de Catalunya. Marià Sanjoan figura en els registres de confirmació de l'any 1769.

## Descripció
És un habitatge situat a l'interior de la confluència dels carrers Major i Sant Antòni, que aprofita el desnivell del vessant amb les bordes en la part superior i la casa en l'esglaó inferior. La casa de secció rectangular, precedida per un pati clos que ha perdut el portal, presenta la façana orientada a migdia amb obertures de fusta en les dues plantes (3-3). La coberta de quatre aigües i "llosat" de pissarra aixopluga mitjançant el voladís un ràfec graonat a partir de disposar "pèires planes" per aproximació. L'arrebossat de les façanes a perdut la pintura, però s'hi conserva la decoració pictòrica de l'esmenat ràfec que destaca les motllures a partir de franges de color groc,vermell i blanc amb motius geomètrics de color marró.